# 청자 동화연화문 표주박모양 주전자
청자 동화연화문 표주박모양 주전자(靑磁 銅畵蓮花文 瓢形 注子)는 동화 기법으로 연꽃 무늬를 새겨 넣은, 고려청자 표주박 모양 주전자이다. 1970년 12월 30일 대한민국의 국보 제133호로 지정되었다.

## 개요
고려 중기에 만든 청자 주전자로 높이 33.2cm, 밑지름 11.4cm이다.
표주박 모양의 몸통에 표면은 연잎으로 둘러싼 형태이다. 꽃봉오리 모양의 마개를 하고 있으며, 잘록한 목 부분에는 동자가 연봉오리를 두 손으로 껴안아 들고 있는 모습과 연잎으로 장식하였다. 손잡이는 덩굴을 살짝 구부려 붙인 모양으로 위에 개구리 한 마리를 앉혀 놓았다. 물이 나오는 아가리는 연잎을 말아 붙인 모양이다.
고려청자에 붉은 색을 띠는 진사를 곁들이는 장식 기법은 12세기 전반에도 있었으나, 진사로 무늬를 대담하게 장식한 작품은 13세기 이후에 나타난 것으로 여겨진다. 연잎 가장자리와 잎맥을 진사로 장식한 이 작품은 경기도 강화 최항의 무덤에서 출토된 것으로, 고려 고종(재위 1213∼1259) 때 작품으로 추정된다.
진사의 빛깔이 뛰어나 고려청자 역사상 귀중한 자료가 된다.

## 사진

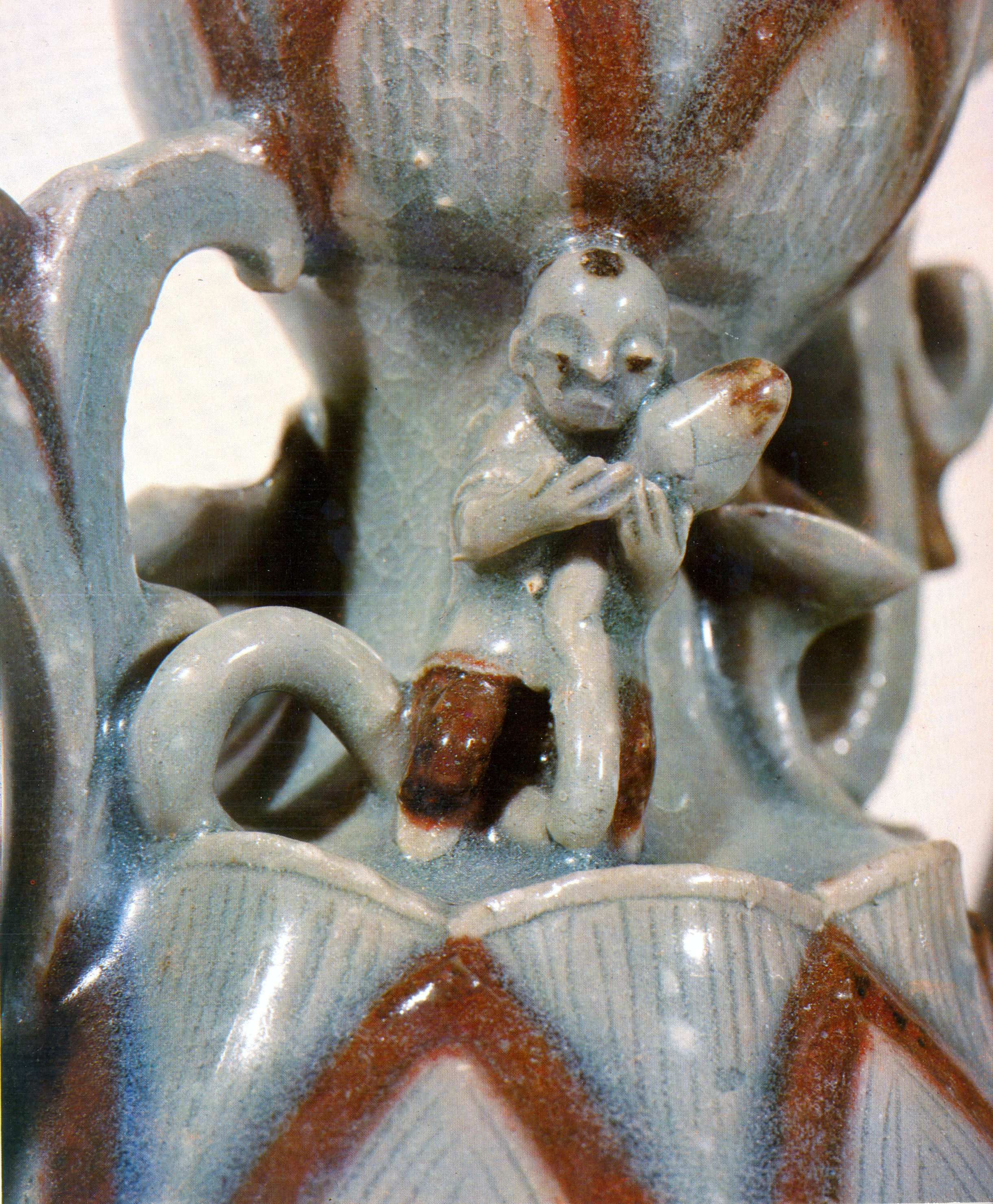

## 같이 보기
- 고려청자
- 최항

## 참고 자료
- 청자 동화연화문 표주박모양 주전자 - 국가유산청 국가유산포털